# Ivan Wernisch

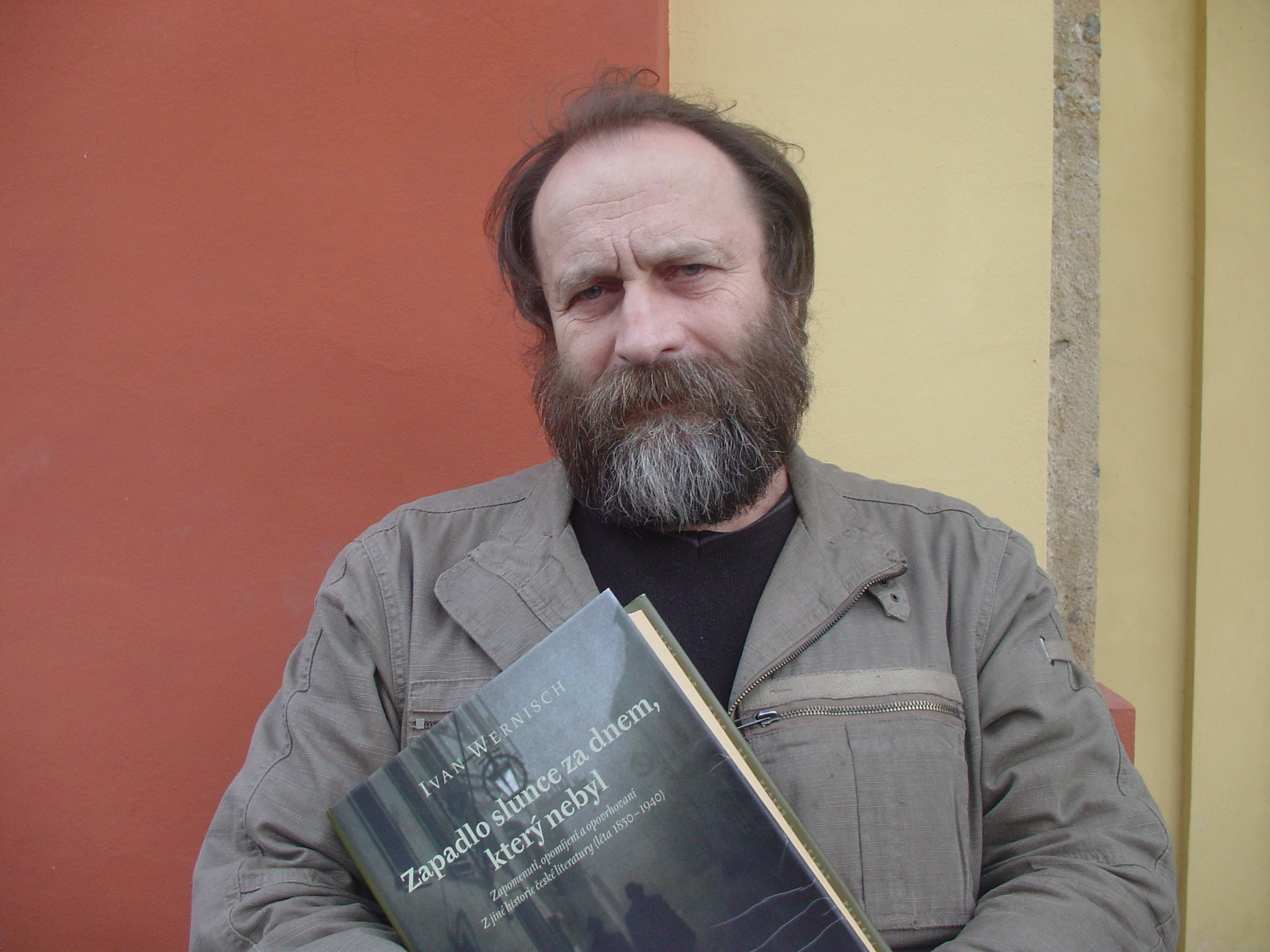
Ivan Wernisch

Ivan Wernisch (Praga, Tchecoslováquia, 12 de Junho de 1942) é um poeta e editor checo.

## Obras
Lírica
- Kam letí nebe (1961)
- Těšení (1963)
- Zimohrádek (1965)
- Dutý břeh (1967)
- Loutky (1970)
- Zasuté zahrady (výbor z ineditních sbírek) (1984), Londres
- Žil, nebyl (výbor z let 1970-84) (1988), Munique
- Včerejší den (výbor z let 1965-1989) (1989)
- Frc (překlady, překrady) (1991)
- Ó kdežpak (1991)
- Doupě latinářů (1992)
- Zlatomodrý konec stařičkého léta (1994)
- Pekařova noční nůše (1994)
- Jen tak (1996)
- Proslýchá se (1996)
- Cesta do Ašchabadu neboli Pumpke a dalajlámové (1997)
- Z letošního konce světa (heterónimo Václav Rozehnal) (2000)
- Cesta do Ašchabadu neboli Pumpke a dalajlámové (2000)
- Lásku já nestojím (2001)
- Bez kufru se tak pěkně skáče po stromech neboli Nún (2001)
- Půjdeme do Mů (2002)
- Blbecká poezie (2002)
- Růžovejch květů sladká vůně (Virtuos na prdel) (2003)
- Hlava na stole (2005)
- Býkárna (+ Michal Šanda e Milan Ohnisko) (2006)
- Nikam (2010)

Editor
- Zapadlo slunce za dnem, který nebyl / Zapomenutí, opomíjení a opovrhovaní. Z jiné historie české literatury (léta 1850-1940) (2001)
- Píseň o nosu / Zapomenutí, opomíjení a opovrhovaní. Z jiné historie novočeské literatury (od počátků až do roku 1948) (2005)

Literatura infantil
- Střelnice (1987)

Traduções em outros países
- Es beginnt der gestrige Tag: Gedichte, 1990, Alemanha
- Cmentarz objazdowy, 1991, Polónia, trad. Leszek Engelking
- Ausgewühlte Schriften, 1994, Alemanha
- Pchli teatrzyk, 2003, 2007, Polónia, trad. Leszek Engelking
- Corre voce ovvero la morte ci attendeva altrove, 2005, Itália
- In the Puppet Gardens: Selected Poems, 1963-2005, 2007, Estados Unidos da América